# パトリック・ブラケット

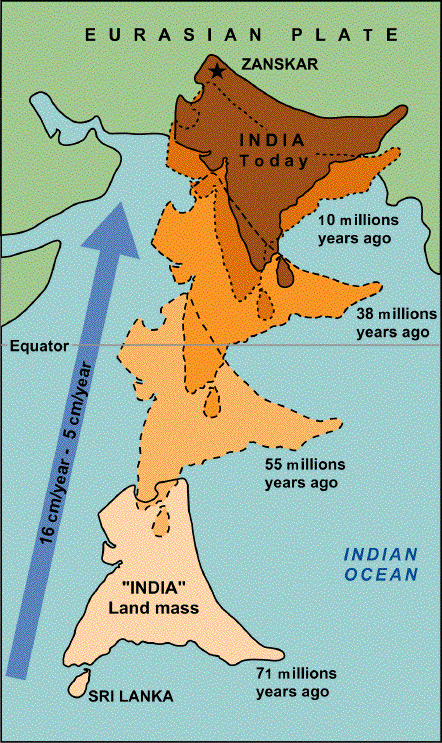
高精度の自作磁気計でデカン高原の玄武岩の残留磁気を測定したブラケットは、磁気の伏角が変化していることからインド大陸の北上を推定した。

ブラケット男爵、パトリック・メイナード・ステュアート・ブラケット（Patrick Maynard Stuart Blackett, Baron Blacket, 1897年11月18日 – 1974年7月13日）は、イギリス人の実験物理学者。霧箱、宇宙線、古地磁気学の研究で知られる。

## 経歴
1897年にロンドンで生まれる。ブラケットはイギリス海軍への長い仕官の後、1921年にケンブリッジ大学を卒業し、1933年にロンドンに引っ越してマンチェスター大学に勤めるまで10年間をキャヴェンディッシュ研究所で過ごした。
1948年には霧箱を使った宇宙線の研究や陽電子の存在の確認、陽電子/電子対の生成の飛跡による確認法の考案などの功績に対してノーベル物理学賞が贈られた。これらの研究によって、彼は反物質の研究の第一人者になった。
第二次世界大戦中、彼はオペレーションズリサーチの研究に従事し、護送船団の生還や勝算について貢献した。戦争中はオペレーションズリサーチの計算結果を示して戦略爆撃の作戦に声高に反対した。そのため首脳部と摩擦を生じ疎外されたが、戦後、司令部はブラケットの正当性を認めた。1940年から1941年にかけて、彼はイギリスの原子爆弾計画に関わるMAUD委員会にも所属した。
1940年代後半、「イギリスは核爆弾を持つべきではなくインドなどの植民地に対して科学・技術を進行する義務を負っている」等という急進的な政治的発言で知られるようになった。政治的には彼は社会主義者であり、労働党支持者であった。
1947年、ブラケットは電磁気力と重力を統一に向けた地球の磁場に関する理論を発表した。彼は自身の理論を証明するための磁気計の開発に何年も費やしたが、効果がないことを悟った。しかしこのことにより彼は地球物理学に興味を持ち、古地磁気学のデータから大陸移動説の証拠を見つけるのに関わった。
ブラケットは1953年にインペリアル・カレッジ・ロンドンの物理学部の責任者になり、1963年7月に退任した。現在のインペリアル・カレッジ・ロンドンの物理学部の建物は彼にちなんでブラケット研究所と名づけられている。

## 栄誉・受賞
1933年に王立協会フェローに選出され、1939年にベーカリアン・メダル、1940年にロイヤル・メダル、1956年にコプリ・メダルをそれぞれ受賞、1965年には王立協会の会長に就任した。
1969年に一代貴族として「大ロンドンにおけるチェルシーのブラケット男爵」に叙された。またメリット勲章（OM）とコンパニオンズ・オブ・オーナー勲章（CH）の勲爵士となった。

## 演じた人物
- ジェームズ・ダーシー - 映画『オッペンハイマー』（2023年）